# 华记
华记，马来西亚私会党，俗称‘四窿’是早期义兴公司演变而来。华记与义兴公司一样是广东话为主，主要来自广东的台山、新会、开平和恩平四个县的华人，被称作四邑，四窿。
义兴公司和华记的标志都是两个铜钱。两个铜钱交叉看起来相个 "义" 字。
义兴公司的口号是'各路平安'而华记的口号是'水陆平安'。
1990年代，华记和其他十八派大联盟，如十八仔，红地府，工商，李汉记，零四，十八罗汉，美华十八，三六九，祥信，四海華青，華青，十八坤堂，十三，草花，红花，新花，小梅花等,在不同的地方不同的称呼。

## 历史

### 根源
华记也有人称为华侨,老字号，助庆堂。十九世纪末成立于星洲-新加坡义兴公司。之后衍生到全马各地。早年成员以广东人为主。之后不同籍贯的人也随之加入。各成员之间多数以粤语沟通。创立者有先生：阮锦伯又名长吓扒，头目：卡啦苏，草鞋：生鸡仔，虎将：湾弓蕉，助手：白眉雀，大成贵，大鼻王和花王彪。华记的标志由先生阮锦伯在星洲长泰街祥信金鋪门牌49号创造。面钱有广、华、通，宝，底钱有水，陆，平，安.

### 广华胜杰
据华记老一辈们口述相传有另一说法华记源自中国青帮，当年成员们为青帮四师朱、劉、黃、石避难或生活所逼隐性嵌名，移师南洋各地。改名苏广恒,赵广华,关福胜,张龙杰。据说华记由赵广华创立于星洲-新加坡。华字由来自赵广华；而苏广恒在香港有广记；关福胜在缅甸创立胜记和张龙杰在暹罗创立杰记。可是没有历史的根据。
青帮分布在上海和台湾，他们支持国民党的蒋介石。
洪门在新马的义兴公司支持国民党的孙中山.
洪门信道教，拜关二爷。青帮信罗教，拜如来、达摩。
洪门以兄弟相称，青帮以师徒相称。           
洪门于中国南方创建，五房中的两房传到东南亚，青莲堂和洪顺堂。可能也因此被传青帮和洪门。

### 革命運動時期
刚开始有别于洪门支持孙中山的民主革命，当时的华记或许是要与洪门对抗或另有原因而支持康有为和梁启超的维新派保皇党。两派围绕着君主立宪与民主革命的课题进行对抗。除了在大马和洪门对抗之外，也为当时的维新派和保皇会收集洪门在这里的情报，这种对抗曾经在马来亚华人社会里造成血流成河的黯淡历史。
到后期立宪派、舆论对当时的清政府多感失望，甚至引起不满，认为清政府实无诚意推行新宪政，加上光绪皇帝被清廷守旧派软禁瀛台至死。华记才随青帮和立宪派逐渐同情和倾向革命。清代后期，不少青帮弟子也开始反清，两派逐渐减少敌对。后来清政府垮台，中华民国诞生。

## 洪门与华记
无论华记是由义兴公司或青帮延伸出来的帮派，华记老一辈们相传华记并不同于洪门。华记，俗称‘四窿’。早期华记成员们习惯把洪门称作‘三窿’，意思是三个洞。因此华记对于‘三’有所避忌。有别一些华人反而钟情于‘四’意为“喜”。而且华记对红色也有避忌。尤其在入会仪式里禁止穿红色衣物。
早期，洪门各个支派的主要根据地一般在沿海渔村和商运码头，华记的地盘一般都在市区的商业地带，因此造成了洪门管赌毒，华记管工商。
洪门各支派认为华记，十八等是天下公敌。而华记各派一至枪口对外，各派之间都会互相连系和团结。这与洪门各支派之间互相厮杀有所不同。
在马来西亚，洪门与各支派约占了大马私会党总人数中的百分之五十，而华记约占了百分之四十，其余的百分之十则是‘旗头’，如‘三二 ’和‘北海同’等各自独立的私会党派。

## 参看
- 青帮
- 洪门
- 三合会